# Silvestro Aldobrandini (prawnik)

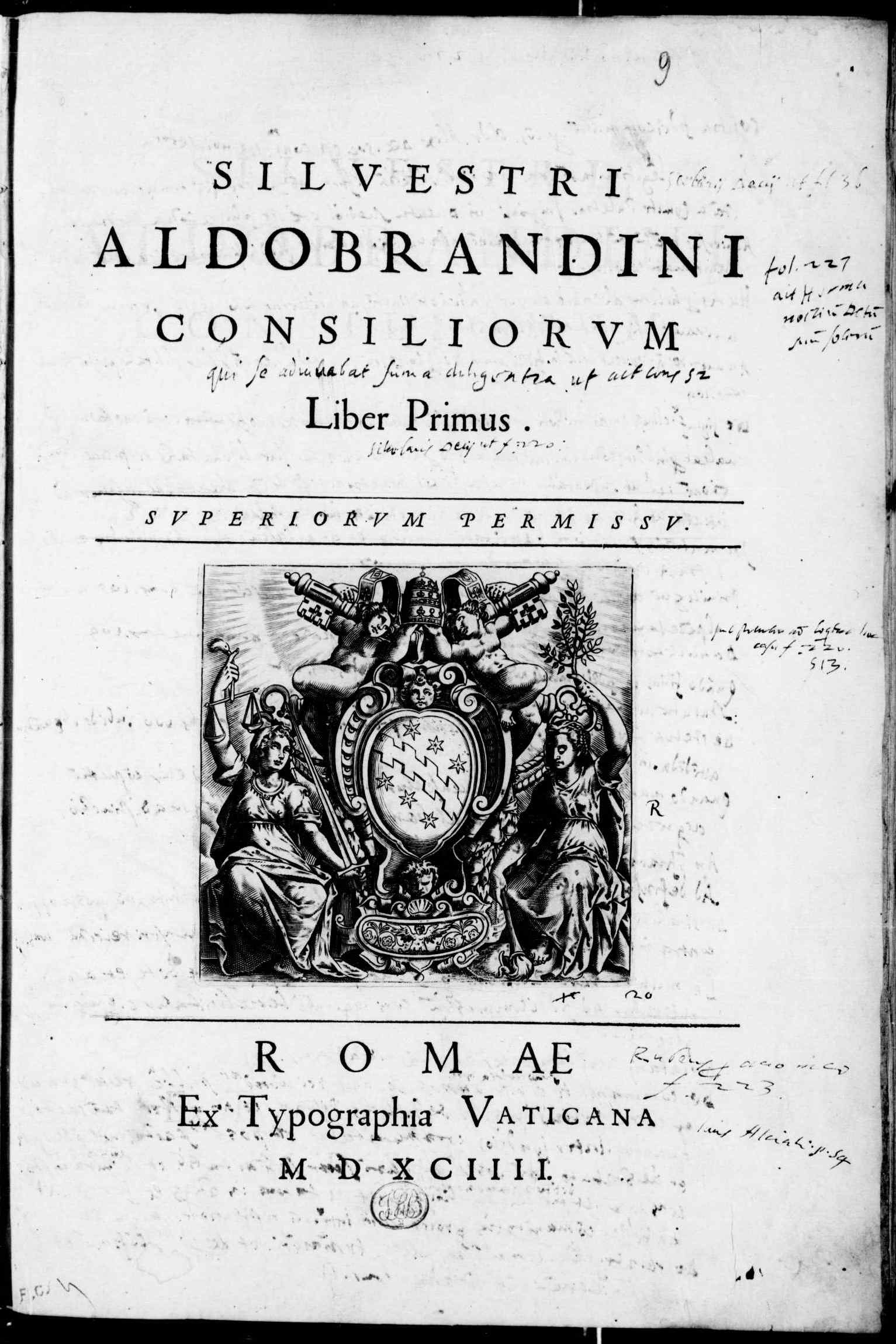
Consilia, 1594

Silvestro Aldobrandini (ur. w 1499 we Florencji, zm. 6 czerwca 1558 w Rzymie) − prawnik i polityk włoski, ojciec papieża Klemensa VIII.
Po opuszczeniu Florencji w wyniku przejęcia władzy przez Kosmę I Medyceusza osiadł w Fano. Poślubił Elżbietę Donati di Giudo. Dwóch ich synów zostało kardynałami: Jan i Hipolit. Ten ostatni zasiadł na tronie papieskim w 1592 jako Klemens VIII.
Grób Silvestro znajduje się w kaplicy Sykstyńskiej w bazylice Santa Maria sopra Minerva w Rzymie. Na grobowcu znajduje się rzeźba przedstawiająca go w pozycji leżącej.